# Sperillen
Sperillen er en sø som ligger i Ådal i Ringerike Kommune, Viken Fylke i Norge. I nord har søen tilløb fra floderne Begna og Urula. I syd er den reguleret med en dæmning ved Ringmoen, og afløbet danner Ådalselven, som siden løber sammen med Randselven neden for Hønefossen i Hønefoss og danner Storelven. Søen har et areal på ca. 37 km² og strækker sig ca. 26 km i længden. Vandspejlet ligger ca. 150 moh., og største dybde er ca. 123 m.
Rundt om søen findes flere flotte badepladser og nogle campingpladser. Søen er desuden kendt som et godt fiskevand, især efter helt (Coregonus lavaretus), som på norsk kaldes 'sik'. Det findes 10 forskellige fiskearter i søen, foruden helt også ørred, aborre, fjeldørred (Salvelinus alpinus) ('røye' på norsk), brasen, smelt (Osmerus eperlanus), elritse, niøje, trepigget hundestejle og nipigget hundestejle.
Ådalselven var tidligere sejlbar fra Hen og var udgangspunkt for dampskibstrafik på Sperillen. Dampskibet gik op ad Begna til Sørum. Da Sperillbanen blev bygget til Finsand, fik dampskibstrafikken ny bro der.